# Rozrusznik autotransformatorowy
Rozrusznik autotransformatorowy (ang. auto-transformer starter) – przełącznik rozruchowy silników indukcyjnych wykorzystujący przy rozruchu jedno lub większą liczbę napięć obniżonych poprzez autotransformator.